# Cláudio Hummes
Cláudio Hummes, OFM (8 d'agost de 1934 - 4 de juliol de 2022) fou un cardenal brasiler de l'Església Catòlica. Serví com a Prefecte de la Congregació per al Clergat a la Cúria Romana entre el 2006 i el 2010, havent servit prèviament com a arquebisbe de Fortaleza entre 1996 i 1998 i com a arquebisbe de São Paulo entre 1998 al 2006. Com a membre de l'orde de Frares Menors i un destacar defensor de la justícia social, va ser elevat al Col·legi Cardenalici al consistori celebrat el 21 de febrer de 2001.

## Biografia
Auri Alfonso Hummes va néixer a la ciutat de Montenegro, fill de Pedro Adão Hummes, germano-brasiler, i Maria Frank, una alemanya. Prenent el nom de Cláudio en realitzar la seva professió com a franciscà, , va ser ordenat al sacerdoci el 3 d'agost de 1958 per l'arquebisbe João Resende Costa, SDB. Va obtenir un doctorat en filosofia el 1963 de la Pontifícia Universitat Antonianum de Roma.
Des de 1963 fins a 1968, va ser professor de filosofia al seminari franciscà de Garibaldi, el seminari major de Viamão i a la Universitat Catòlica de Porto Alegre. A continuació, va estudiar a l'Institut Ecumènic de Bossey, a Ginebra, Suïssa, des d'on va rebre una especialització en l'ecumenisme. Va ser assessor per a assumptes ecumènics a la Conferència Episcopal del Brasil, Provincial Superior dels Franciscans de Rio Grande do Sul (1972-1975), i president de la Unió de Conferències d'Amèrica Llatina dels Franciscans.
Juntament amb el seu natal portuguès i Riograndenser Hunsrückisch, un dialecte alemany regional del sud del Brasil, també parla castellà, alemany i italià.

### Carrera episcopal
El 22 de març de 1975, va ser nomenat bisbe coadjutor de Santo André i bisbe titular de Carcabia. Hummes va rebre la seva consagració episcopal ela següent al 25 de maig, de mans de l'arquebisbe Aloísio Lorscheider, OFM, amb els bisbes Mauro Morelli i Urbano Allgayer actuant com a co-consagradors. Més tard va succeir Jorge d'Oliveira com a bisbe de Sant André el 29 de desembre d'aquell mateix any. Hummes va permetre que els sindicats es reunissin a les parròquies de la seva diòcesi, contra de la dictadura al Brasil en el moment. Va ser aquí on va començar el seu suport a la teologia de l'alliberament, i va forjar la seva amistat amb el líder del sindicat en el moment, Lula. El 29 de maig de 1996 va ser promogut a arquebisbe de Fortaleza i després va ser traslladat a São Paulo el 15 d'abril 1998.

### Cardenalat
Va ser creat cardenal pel Papa Joan Pau II en el consistori del 21 de febrer de 2001, amb el títol de cardenal prevere de S. Antonio da Padova in Via Merulana. Més tard es predica els exercicis espirituals de Quaresma de Joan Pau II i la cúria romana l'any 2002. Sent un dels cardenals electors que van participar en el conclave papal de 2005 que va escollir el Papa Benet XVI, el cardenal Hummes sovint s'esmentà com un possible successor de Joan Pau II .
El cardenal Hummes és membre de la Congregació pel Culte Diví i la Disciplina dels Sagraments, de la Congregació de la doctrina de la Fe, de la Congregació per als Bisbes, de la Congregació per a l'Educació Catòlica, del Consell pontifici per als Laics, del Pontifici Consell per a la Família, del Consell Pontifici Cor Unum, del Consell Pontifici per al Diàleg Interreligiós, del Consell pontifici per a la Cultura, de la Comissió Pontifícia per a l'Amèrica Llatina, X Consell Ordinari de la Secretaria general del Sínode dels Bisbes, del Consell de Cardenals per a l'Estudi de l'Organització i de la Prefectura d'Afers Econòmics de la Santa Seu. Va formar part d'aquests dicasteris fins al seu 80è aniversari.
El 31 d'octubre de 2006 el papa Benet va nomenar el cardenal Hummes al capdavant de la Congregació per al Clergat, en reemplaçament de Darío Castrillón Hoyos.
El 2013 es va exercir com un dels 115 cardenals en el conclave que va triar el Papa Francesc. A causa de la precedència, durant la presa del jurament, el cardenal Hummes va prendre jurament de secret dels cardenals electors immediatament abans del cardenal Jorge Mario Bergoglio, que en última instància seria elegit papa. Quan el nou Papa guanyar la votació del conclave, el cardenal Hummes va dir a Papa, «no s'oblidi dels pobres» i el Papa va dir que immediatament es va recordar de Sant Francesc d'Assís, i «el nom de Francesc va entrar al meu cor». Quan el recent elegit Francesc va aparèixer al balcó, poc després de la seva elecció, el cardenal Hummes va ser un dels cardenals que acompanyaven el nou Papa i es va parar al costat d'ell a la seva esquerra immediata al balcó.
El 8 d'agost de 2014, el cardenal Hummes va complir 80 anys i va perdre el dret a participar en futurs conclaves.

## Opinions

### Qüestions econòmiques
El cardenal Hummes ha criticat la propagació del capitalisme global, afirmant que la privatització d'empreses estatals i la reducció dels aranzels havia contribuït a "misèria i la pobresa que afecten a milions de persones arreu del món". En la seva primera audiència pública després de la seva elecció, Francesc va trobar que havia estat inspirat a prendre el seu nom de Sant Francesc d'Assís pel seu bon amic el cardenal Hummes que l'havia abraçat a la culminació del conclave xiuxiuejant "no s'oblidi dels pobres", quan es va anunciar que havia estat elegit Papa.

### Les poblacions indígenes
El cardenal Humes va emetre un comunicat condemnant els atacs anònims a les poblacions indígenes sense llar. Va dir que «aquest tipus de violència i crueltat és inacceptable i ha de ser repudiat enèrgicament. L'Església ha clamat moltes vegades pel que fa a la necessitat d'acudir en ajuda d'aquells que es veuen obligats a viure als carrers, sense refugi. Ella ho fa com un deure de la humanitat i per la seva fe en Jesucrist, que desitja ser identificat en cada persona, especialment en els pobres i els discapacitats.»

### El celibat clerical
En una entrevista el 2006 amb el diari brasiler O Estado de S. Paulo, el cardenal Hummes va dir que «tot i que el celibat és part de la història i la cultura catòlica, l'Església podria examinar aquesta qüestió, ja que el celibat no és un dogma, sinó una qüestió de disciplina.» També va dir que és «una llarga i valuosa tradició a l'església de ritu llatí, basat en forts arguments teològics i pastorals.»

### Anticoncepció
Vegeu també: "Església catòlica i SIDA
Hummes ha reprès sacerdots que ataquen als ensenyaments catòliques sobre els condons.